# El estado de las cosas (película)
El estado de las cosas (título original: Der Stand der Dinge) es una película en blanco y negro de Wim Wenders, del año 1982. 
Argumento: un director, Friedrich Munro (un guiño a Murnau), debe hacer una película en Portugal, pero el rodaje está bloqueado por la falta de dinero ...

## Sinopsis
El estado de las cosas es un caso de una película dentro de otra película. En un lugar desierto en la costa portuguesa, el rodaje de una película de ciencia ficción, "The Survivors", se interrumpe por falta de película ya que la producción no tiene dinero para comprarla. El equipo está inmovilizado en un antiguo hotel devastado por las tormentas. El director, Friedrich Munro, es un líder filósofo, que tiene una relación paternal con los miembros de su equipo; cuida su bienestar físico, pero también su bienestar emocional. Se mantiene sólido como una roca en medio de la crisis, manteniendo a su equipo enfocado en su objetivo creativo durante este período de vacío, esperando un suministro de fondos que les permita regresar al trabajo.
En este contexto, Friedrich se alía con el viejo camarógrafo Joe, quien lo hace beneficiarse de su gran experiencia en el negocio del cine. Pasan los días sin noticias del productor en los Estados Unidos y los miembros del equipo están ocupados manteniendo la amenaza del aburrimiento lista para abrumarlos. Se acercan el uno al otro, forzados a relaciones más personales de lo que es habitual durante el rodaje. Este es el lado bueno de la prueba por la que están pasando.
Pero a medida que los días se convierten en semanas, la aprensión comienza a dominarlos. Joe tiene que regresar a su casa para reunirse con su esposa moribunda y, a regañadientes, deja a Friedrich solo para manejar una situación que empeora. Dennis, el guionista, se vuelve agresivo, desesperado por lo que él llama el "suicidio" de la película. Pero Dennis también es consciente de las cosas que esconde de Friedrich: como la base de datos detallada que ha desarrollado a partir de todos los elementos del proyecto, desde los guiones gráficos y el presupuesto hasta las biografías de los actores. También sabe que el productor los ha abandonado y que no habrá más dinero para la película.
Friedrich, adivinando la traición, pero aún incrédulo, se da cuenta con preocupación de que debe actuar. Se apresura a viajar a Hollywood para hablar con el productor, que es su viejo amigo Gordon, con la esperanza de obtener explicaciones por la falta de dinero. Descubre que Gordon se está escondiendo no solo de él, sino de todos. También ve algo muy extraño: lo siguen mientras vaga en busca de Gordon. Friedrich finalmente logra localizar a Gordon que se ha refugiado en una casa móvil estacionada cerca de un restaurante de comida rápida en Los Ángeles, en la parte más destartalada de Sunset Strip. La reunión es cálida y Gordon finalmente confiesa lo que sucedió. Realmente le gustaban las tomas enviadas desde Portugal y se las mostró a sus inversores, quienes le preguntaron cuál era el problema de la película: ¿qué le había pasado al color? Al enterarse de que la película se rodaba en blanco y negro, se quedaron muy decepcionados. Y desafortunadamente, a esas personas no hay que decepcionarlas: son parte de la mafia y han hecho una amenaza a Gordon.
Los dos amigos se separan después de una noche de reflexiones sobre arte, cine y Hollywood. Gordon se esconde y Friedrich regresa a Portugal para intentar que su equipo admita ese «estado de las cosas».

## Rodaje
La película surgió durante la producción de Hammett, de 1981, de Wenders para Francis Ford Coppola. Coppola interrumpió el rodaje para volver a escribir el guion. Wenders regresó a Europa para un proyecto de película intermedia, que al final no se realizó. Luego viajó a Portugal para ayudar al director Raúl Ruiz con el material de la película durante la realización de su película The Territory (1981). Wenders contrató a gran parte del elenco y el equipo para hacer The State of Things, incluido el director de fotografía principal Henri Alekan, el famoso fotógrafo de la película de 1946 de Jean Cocteau, La bella y la bestia. Después de completar la filmación en Portugal, Wenders voló a Los Ángeles para rodar las escenas finales antes de continuar trabajando en Hammett.

## Información complementaria
El estado de las cosas tiene muchas referencias a otras películas y creadores de películas. El nombre del director ficticio Friedrich Munro es un homenaje al director de cine mudo alemán Friedrich Murnau. El nombre de su cámara Joe Corby es un anagrama de Joe Biroc. Otros cineastas y películas mencionados son Fritz Lang, Centauros del desierto / Más corazón que odio (The Searchers, 1946), Cuerpo y alma (Body and Soul, 1947), Mercado de ladrones (Thieves 'Highway, 1949), Yo amé a un asesino (He Ran All the Way, 1951) y La pasión ciega (They Drive by Night, 1940).
La banda sonora incluye música original de Jürgen Knieper, así como canciones de Joe Ely, X y The Del-Byzanteens. Jim Jarmusch era miembro de The Del-Byzanteens, lo que a menudo lleva a la información errónea de que Jarmusch coescribió la partitura. Las existencias de cinta virgen sobrantes de The State of Things se utilizaron más tarde en el primer tercio de la película en blanco y negro de Jarmusch, Extraños en el paraíso (Stranger Than Paradise, 1984).
Aunque la película The Survivors, que la tripulación está filmando durante la inauguración de The State of Things, fue repetidamente señalada como un remake de El día del fin del mundo (Day the World Ended, 1955) o Most Dangerous Man Alive (1961) por los críticos y la enciclopedia, no tiene parecido cercano con cualquiera de las dos, excepto por el paisaje posapocalíptico.
En 1994, Wenders hizo Historias de Lisboa (Lisbon Story), donde el director de cine ficticio en El estado de las cosas, Friedrich Munro (interpretado de nuevo por Bauchau), reaparece bajo el nombre de Friedrich Monroe, habiéndose expatriado a Portugal.
En los cines alemanes, en los que El estado de cosas fue estrenada el 29 de octubre de 1982, la película, a pesar de las críticas positivas y de importantes premios tuvo poco éxito. Wenders más tarde, culpó a Verleih, el Filmverlag que él mismo en 1971 había cofundado, de ser la responsable del fracaso. Las Diferencias entre Wenders y Verleih aumentaron a un Litigio para su siguiente película Paris, Texas, cuyo estreno se produjo con varios meses de retraso.

## Ficha técnica
Título: El estado de las cosas
    Título original: Der Stand der Dinge
    Director: Wim Wenders
    Guion: Wim Wenders, Robert Kramer y Joshua Wallace
    Música: Jürgen Knieper
    Fotografía: Henri Alekan, Fred Murphy y Martin Schäfer (de)
    Edición: Jon Neuburger, Peter Przygodda y Barbara von Weitershausen (de)
    Vestuario: Maria Gonzaga
    Producción: Paulo Branco, Pierre Cottrell, Renée Gundelach y Chris Sievernich
    País de origen: Alemania
    Formato: blanco y negro - Mono
    Género: drama
    Duración: 125 minutos
    Fecha de lanzamiento: 1982

## Reparto
- Isabelle Weingarten: Anna
- Rebecca Pauly (de): Joan
- Jeffrey Kime: Mark
- Geoffrey Carey: Robert
- Camilla Más: Julia
- Alexandra Auder: Jane
- Patrick Bauchau: Friedrich Munro
- John Paul Getty III: Dennis
- Viva: Kate
- Samuel Fuller: Joe
- Artur Semedo (pt): productor
- Francisco Baião: responsable de sonido
- Robert Kramer: camarógrafo
- Allen Garfield: Gordon
- Roger Corman: abogado
- Gisela Getty (de): secretaria
- Monty Bane: Herbert
- Janet Graham: Karen
- Judy Mooradian: camarera
- Wim Wenders: pasajero del tranvía (sin acreditar)

## Premios y distinciones
León de Oro en el Festival de Cine de Venecia. En 1983, ganó el Premio del Cine Alemán en Oro por Cinematografía y en Plata por Mejor Largometraje.